# Вежба (Люблинское воеводство)
Вежба (пол. Wierzba) — деревня в Замойском повете Люблинского воеводства Польши. Входит в состав гмины Стары-Замость. Находится примерно в 12 км к северу от центра города Замосць. По данным переписи 2011 года, в деревне проживало 933 человека.
В 1975—1998 годах деревня входила в состав Замойского воеводства.

## Население
Демографическая структура по состоянию на 31 марта 2011 года:
|         | Всего | До трудоспособного возраста | Трудоспособного возраста | Старше трудоспособного возраста |
| ------- | ----- | --------------------------- | ------------------------ | ------------------------------- |
| Мужчины | 461   | 84                          | 312                      | 65                              |
| Женщины | 472   | 104                         | 258                      | 110                             |
| Всего   | 933   | 188                         | 570                      | 175                             |